# شتيفان بيتر
شتيفان بيتر (بالألمانية: Stefan Peter)‏ هو سباح ألماني، ولد في 17 نوفمبر 1964 في مانهايم في ألمانيا.

## روابط خارجية
- ستيفان بيتر على موقع الاتحاد الدولي للسباحة (الإنجليزية)
- ستيفان بيتر على موقع أوليمبيديا (الإنجليزية)